# MIDEM (kislemez)
A MIDEM kislemez az Edda Művek 1982-ben készült angol nyelvű kislemeze. Szigorúan limitált, 100 példányszámos kiadványként jelent meg, kizárólag azzal a céllal, hogy az 1982-es Marché International du Disque et de l'Edition Musicale (MIDEM) vásáron bemutathassák a zenekart, mint esetleges külföldi exportcikket.
Két dal került fel rá: a „The Roamer” a „Hűtlen” gyors, rockos verziója, amelyhez hasonló változatban magyarul is játszották abban az időben. A „Bad” a „Rossz állapot” című dal angol változata, amely a harmadik lemezre került végül fel.

## Számok listája
| # | Cím        | Szerzők                        | Hossz |
| - | ---------- | ------------------------------ | ----- |
| A | The Roamer | Pataky Attila, Zselencz László | 4:03  |
| B | Bad        | Barta Alfonz, Slamovits István | 5:04  |

## Közreműködtek
- Pataky Attila – ének
- Slamovits István – szólógitár
- Zselencz László – basszusgitár
- Barta Alfonz – billentyűs hangszerek
- Csapó György – dob